# Bourbonnais-Kreolisch
Bourbonnais-Kreolisch ist eine Familie von Kreolsprachen auf Basis des Französischen, die im westlichen Indischen Ozean gesprochen werden. Die Sprachen sind eng verwandt, da ihre Sprecher einen sehr ähnlichen historischen und kulturellen Hintergrund haben. Zu der Familie gehören sechs Sprachen:
- Agalega-Kreolisch
- Tschagos-Kreolisch
- Morisyen
- Réunion-Kreolisch
- Rodriguais
- Seselwa